# West Point (Virgínia)
West Point és una població dels Estats Units a l'estat de Virgínia. Segons el cens del 2000 tenia 2.866 habitants.

## Demografia
Segons el cens del 2000, West Point tenia 2.866 habitants, 1.068 habitatges, i 809 famílies. La densitat de població era de 215,7 habitants per km².
Dels 1.068 habitatges en un 35,8% hi vivien nens de menys de 18 anys, en un 59,6% hi vivien parelles casades, en un 12,8% dones solteres, i en un 24,2% no eren unitats familiars. En el 21,8% dels habitatges hi vivien persones soles l'11,8% de les quals corresponia a persones de 65 anys o més que vivien soles. El nombre mitjà de persones vivint en cada habitatge era de 2,59 i el nombre mitjà de persones que vivien en cada família era de 3.
Per edats la població es repartia de la següent manera: un 26% tenia menys de 18 anys, un 5,2% entre 18 i 24, un 25,5% entre 25 i 44, un 25,4% de 45 a 60 i un 17,9% 65 anys o més.
L'edat mediana era de 39 anys. Per cada 100 dones de 18 o més anys hi havia 87 homes.
La renda mediana per habitatge era de 49.655 $ i la renda mediana per família de 56.932 $. Els homes tenien una renda mediana de 40.071 $ mentre que les dones 24.702 $. La renda per capita de la població era de 23.232 $. Entorn de l'1,7% de les famílies i el 2,8% de la població estaven per davall del llindar de pobresa.

## Poblacions més properes
El següent diagrama mostra les poblacions més properes.